# Mošeja Magok-i-Attari
Mošeja Magok-i-Attari (uzbeško Magʻoki Attori masjidi, tadžiško Масҷиди Мағокии Атторӣ, latinizirano: Masjidi Maghokii Attori, perzijsko مسجد مغاکی عطاری, latinizirano: Masjed-e Maghākī-ye Attārī) je zgodovinska mošeja v Buhari, Uzbekistan. Je del zgodovinskega verskega kompleksa Ljabi Hauz. Mošeja stoji v zgodovinskem središču Buhare, približno 300 metrov jugozahodno od Po-i-Kalana, 100 metrov jugozahodno od trgovske kupole Toqi Telpak Furušon in 100 metrov vzhodno od Ljabi Hauza. Je del Unescove svetovne dediščine Zgodovinsko središče Buhare. Danes se mošeja uporablja kot muzej preprog.

## Zgodovina
Domneva se, da je bila zgrajena v 9. do 10. stoletju na ostankih zarastustrskega templja iz predislamske dobe. Pred arabsko osvojitvijo je bil na mestu mošeje Magok-i-Attari bazar. Bila je tržnica za idole, napoje in začimbe – attor (parfum) in drugo blago. Poleg tega je bil v bližini tega kraja prej tudi Lunin tempelj (Mah). Pred izgradnjo prve sinagoge so si Judje v Buhari delili prostor v mošeji z muslimani. Nekateri pravijo, da so buharski Judje in muslimani častili skupaj na istem mestu ob istem času. Drugi viri vztrajajo, da so Judje častili po muslimanih. Mošeja je znana tudi kot ena najstarejših ohranjenih mošej v Srednji Aziji in ena redkih ohranjenih stavb v Buhari iz časa pred mongolsko invazijo. V 12. stoletju, ko so v Buhari vladali Karahanidi, je bila mošeja bistveno obnovljena in prenovljena. Dobila je tudi novo glavno fasado na jugu. Sredi 15. stoletja je bila obnovljena in v vzhodnem tleh je bil zgrajen nov portal z ivanom. V začetku 1930-ih je bila mošeja ponovno obnovljena.
Prve mošeje so v Transoksaniji postavili Arabci med osvajanjem nekaterih njenih regij, poleg tega pa so jih le v večjih mestih, z namenom spreobrnitve prebivalstva v novo vero, pogosto postavljali na mestu predislamskih verskih objektov. Tako je v Buhari na mestu nekdanjega ognjenega templja nastala mošeja Magok-i-Attari. Njena zgodovina sega v daljno sogdijsko deželo, ko je bilo na tem območju mesto bazarja Mah (Luna), tam je stal tempelj in prodajali so podobe ljudskih božanstev.
Arheološke raziskave so pokazale, da sta bili konec 9. in 11. stoletja na tem mestu dve monumentalni stavbi. Spodnja mošeja je imela zunanje opečne stene, opečnata tla in raven strop na močnih lesenih tramovih, ki so jih podpirali izrezljani leseni stebri. Arheološko je bilo ugotovljeno, da je na tem mestu stal tempelj častilcev ognja, ki je bil kasneje preurejen v mošejo; zunanjost mošeje je bila okrašena s figurativnim zidanjem iz žaganih žganih opek. Zgorela je v velikem požaru leta 937 in dolgo ležala v ruševinah. Radikalno obnovljena mošeja iz žganih opek z ravno ploščato dvorano na okroglih stebrih je bila manjše velikosti. Njena notranjost je bila okrašena s poslikavami in glinenimi rezbarijami. Sčasoma je mošeja propadla in v drugi polovici 12. stoletja je bila na njenem mestu zgrajena nova stavba, ki se je ohranila do danes.
Postopoma je bila stavba prekrita s kulturno plastjo in uničena. V 15. stoletju se je zrušil lok južnega portala. Do prve polovice 16. stoletja se je mošeja tako pogreznila v zemljo, da jo je vladar Abdulaziz-kan (1540–1550) v času velike obnove tega dela mesta celo želel porušiti. Vendar je to preprečil Ahmad Kasani (umrl 1542), vodja sufijske bratovščine Naqšbandija, ki je rad molil in meditiral v mošeji Magok-i-Attari. Posledično je bila mošeja obnovljena po starem načrtu, vendar z novimi talnimi konstrukcijami. Okrogle stebre v notranjosti so zamenjali s kvadratnimi, na njih so ležale dvojne kupole stropa, niša mihraba pa je bila obložena z marmorjem. V zgornjem delu vzhodne stene je bil vhod prebit in dodano majhno preddverje, ki ga je stopnišče povezalo z dvorano mošeje. V niši portala pred preddverjem nad vhodom v mošejo je bil postavljen mozaični gradbeni napis z datumom obnove, od katerega se je do danes ohranil majhen fragment.

## Arhitektura
Stavba ima pravokoten tloris velikosti 12 × 7,5 kvadratnih metrov. V glavni osi stavbe ravna streha nosi dva osmerokotna tamburja z rešetkastimi obokanimi okni. Imata tudi osmerokotne kupole. Tla mošeje so približno 4,50 metra pod zemeljsko površino. Zato se mošeja imenuje maghākī, kar v perzijskem jeziku pomeni 'v jarku' ali 'v jami'. Druga 'jamska' mošeja je mošeja Magok-i-Kurpa, ki je približno 150 metrov severozahodno. Narsakhi je v svoji Zgodovini Buhare (okoli 950) mošejo, zgrajeno na mestu nekdanjega templja, poimenoval maghāk, tj. 'jama', ker je bila že takrat polovica nje skrita zaradi dvigajoče se gladine tal. Južna fasada je najbolj bogato opremljena in je bila nekdanji glavni vhod. Okraski so narejeni predvsem z razporeditvijo rezanih in izrezljanih opek ter s terakotnimi ploščicami s cvetličnimi motivi. Špičasti lok ivana počiva na dveh četrtinkastih stebrih, vgrajenih v stene, okrašenih s prepletom. Na vsaki strani ivana so drug nad drugim razporejeni trije pravokotni okvirji z okrasnimi vzorci.

## Galerija
- Južni vhod, 12. stoletje
- Pogled na mošejo z jugovzhoda